# 卡斯镇
卡斯镇，是中华人民共和国云南省保山市昌宁县下辖的一个镇。

## 行政区划
卡斯镇下辖以下地区：
卡斯村、新谷村、大塘村、客邑村、广邑村、兰山村、龙潭村、毛寨村、龙洞村、大水平村和邑林村。

## 中国传统村落
2013年8月，毛寨村被评为第二批中国传统村落。